# Algemene begraafplaats Zoutelande
De Algemene begraafplaats Zoutelande is een gemeentelijke begraafplaats in het Nederlandse dorp Zoutelande (gemeente Veere) in de provincie Zeeland. De begraafplaats ligt aan de Westkapelseweg op 160 m ten noordwesten van het dorpscentrum (Catharinakerk). Ze heeft een min of meer rechthoekig grondplan met een oppervlakte van 1.600 m² en wordt omsloten door heesters. De toegang bestaat uit een dubbel metalen traliehek. Er liggen slechts 30 oude graven. De begraafplaats wordt niet meer gebruikt. 

## Brits oorlogsgraf
Op de begraafplaats ligt het graf van de Britse vliegenier (navigator) Angus Peter MacLeod. Hij diende bij de Royal Air Force Volunteer Reserve en stortte op 29 januari 1944 met zijn vliegtuig in zee en spoelde aan bij Zoutelande. Zijn  graf wordt onderhouden door de Commonwealth War Graves Commission en is er geregistreerd onder Zoutelande General Cemetery.